# Posener Dom

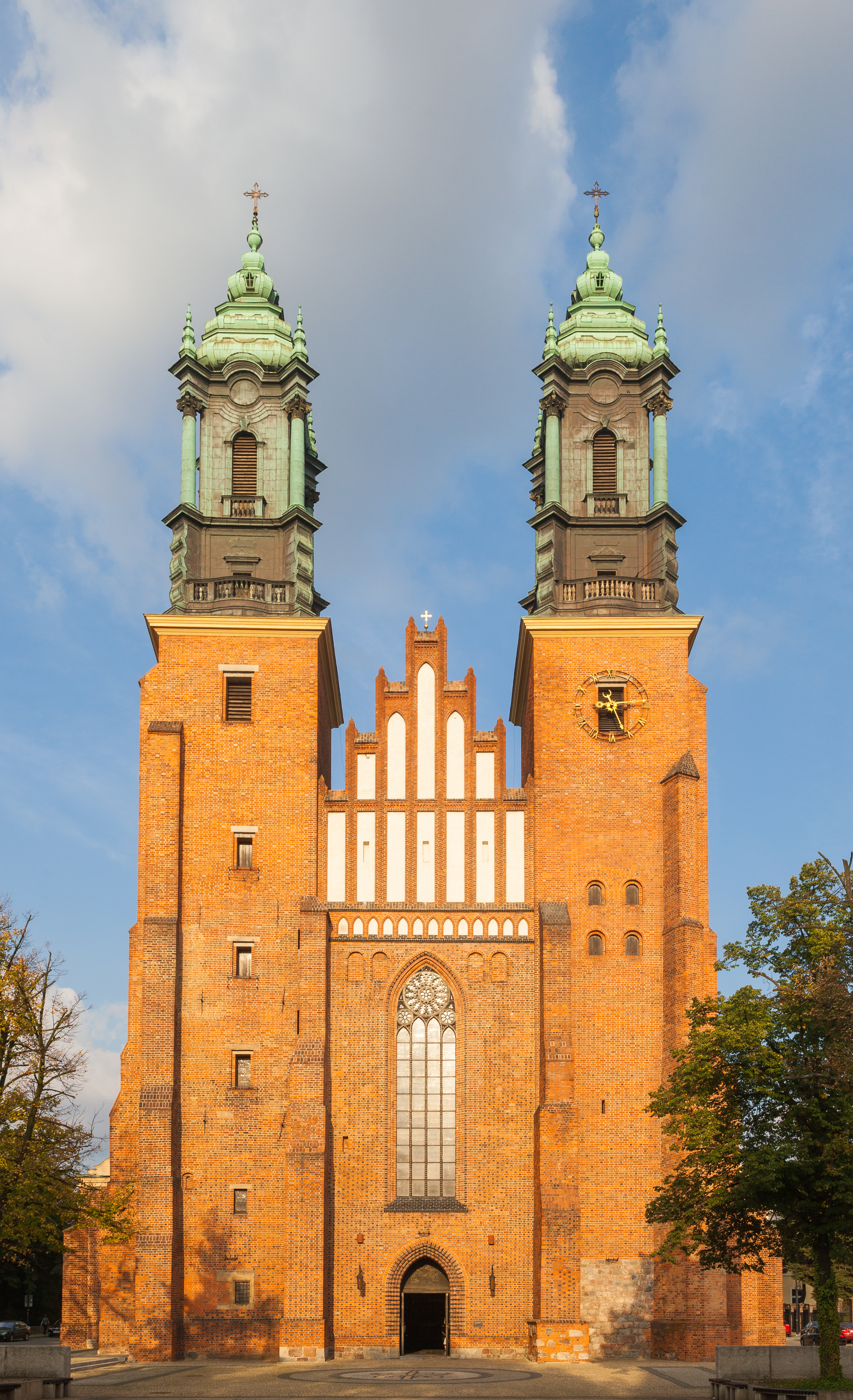
Westfassade des Posener Doms

Der Posener Dom, voller Name Dom St. Peter und Paul zu Posen (polnisch Bazylika archikatedralna św. Apostołów Piotra i Pawła w Poznaniu), ist die Bischofskirche des Erzbistums Posen und ein bedeutendes Baudenkmal der Stadt Posen. Als eine der frühesten Kirchen und die älteste Kathedrale des Landes steht der gotische Sakralbau geschichtlich für den Beginn der Christianisierung Polens. Eine lokale Überlieferung behauptet, der Dom befinde sich an jenem Ort, an der die Taufe des polnischen Herzogs Mieszko I. stattfand. Auf der Dominsel (Ostrów Tumski), einer Binneninsel der Warthe, lag die früheste Ansiedlung der Posener Stadtgeschichte. In unmittelbarer Nachbarschaft westlich gegenüber steht die Marienkirche (Posen).

## Grablege der Piastendynastie
Die Bedeutung der Kirche drückt sich darin aus, dass sie als Grablege der frühen christlichen Herrscher und Könige der Piastendynastie diente. Zu ihnen zählen neben Mieszko I. insbesondere der erste polnische König Bolesław Chrobry sowie sechs weitere polnische Könige und Herzöge: Mieszko II. Lambert, Kasimir I., Władysław Odon, Przemysław I., Bolesław VI. der Fromme von Großpolen und Przemysław II.
Hinzu kommen die Gräber der hier ebenfalls bestatteten Bischöfe und Erzbischöfe von Posen.

## Baugeschichte

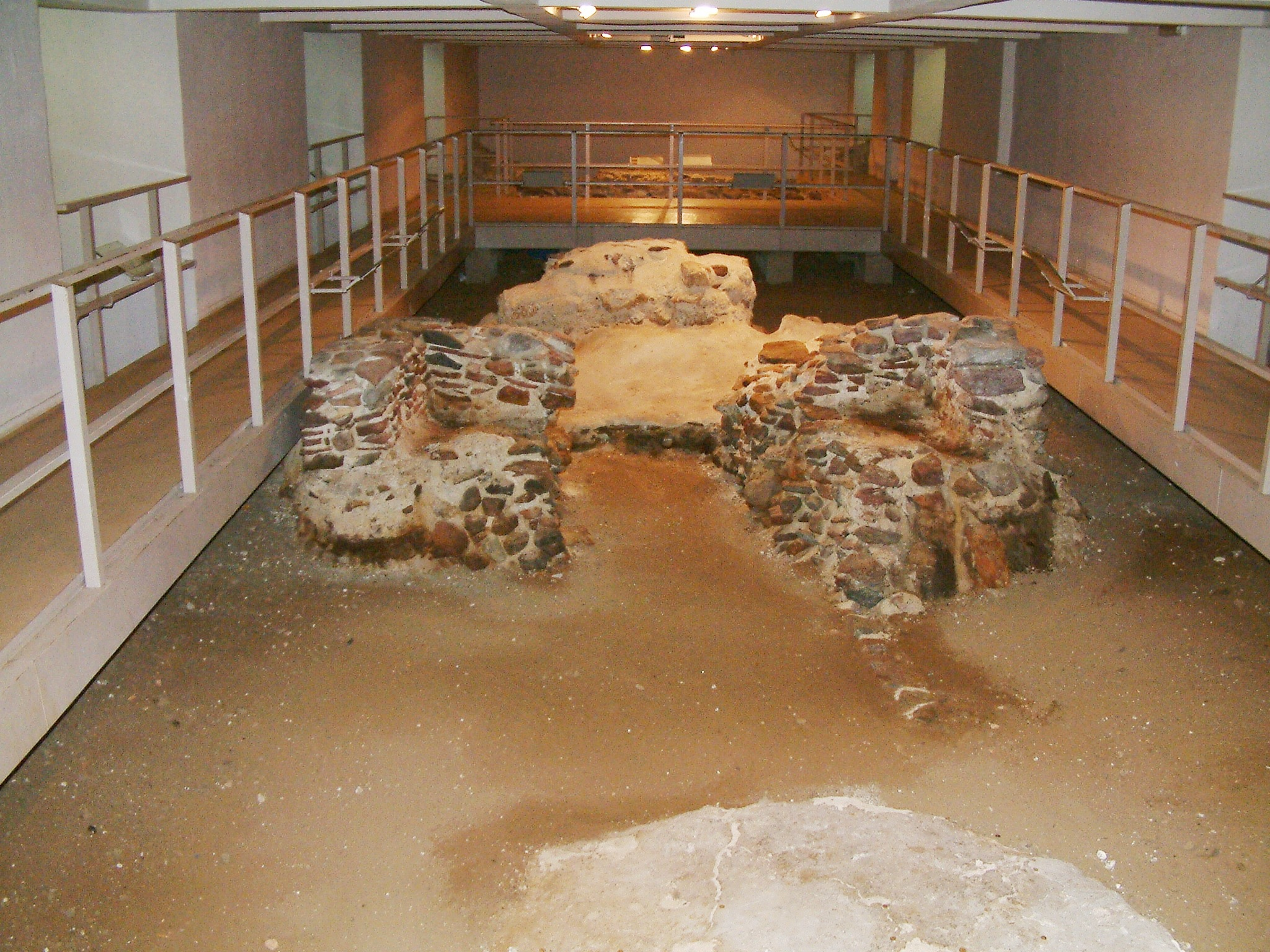
Reste der vorromanischen Basilika

### Mittelalter
Die Anfänge der Kathedrale gehen in die Zeit der Gründung des ältesten polnischen Bistums im Jahre 968 zurück, als der Papst den Missionsbischof Jordanes nach Posen berief. Bei der ersten Kirche handelte es sich um eine vorromanische dreischiffige Basilika, die um 1038 im Verlauf eines Feldzugs des böhmischen Herzogs Břetislav I. zerstört wurde. In den folgenden zwei Jahrzehnten wurde eine neue romanische Basilika mit zwei Türmen errichtet. In gotischer Zeit wurde die Kirche erneut von Grund auf umgebaut: 1346–1357 wurde das Langhaus, 1403–1410 der Chor und bis 1428 mehrere Seitenkapellen neu errichtet.

### Neuzeit

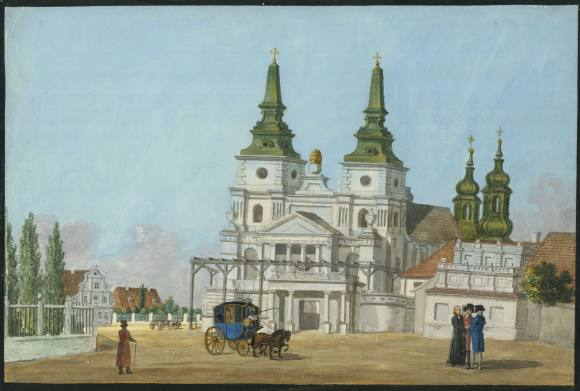
Der klassizistische Dom (1798)

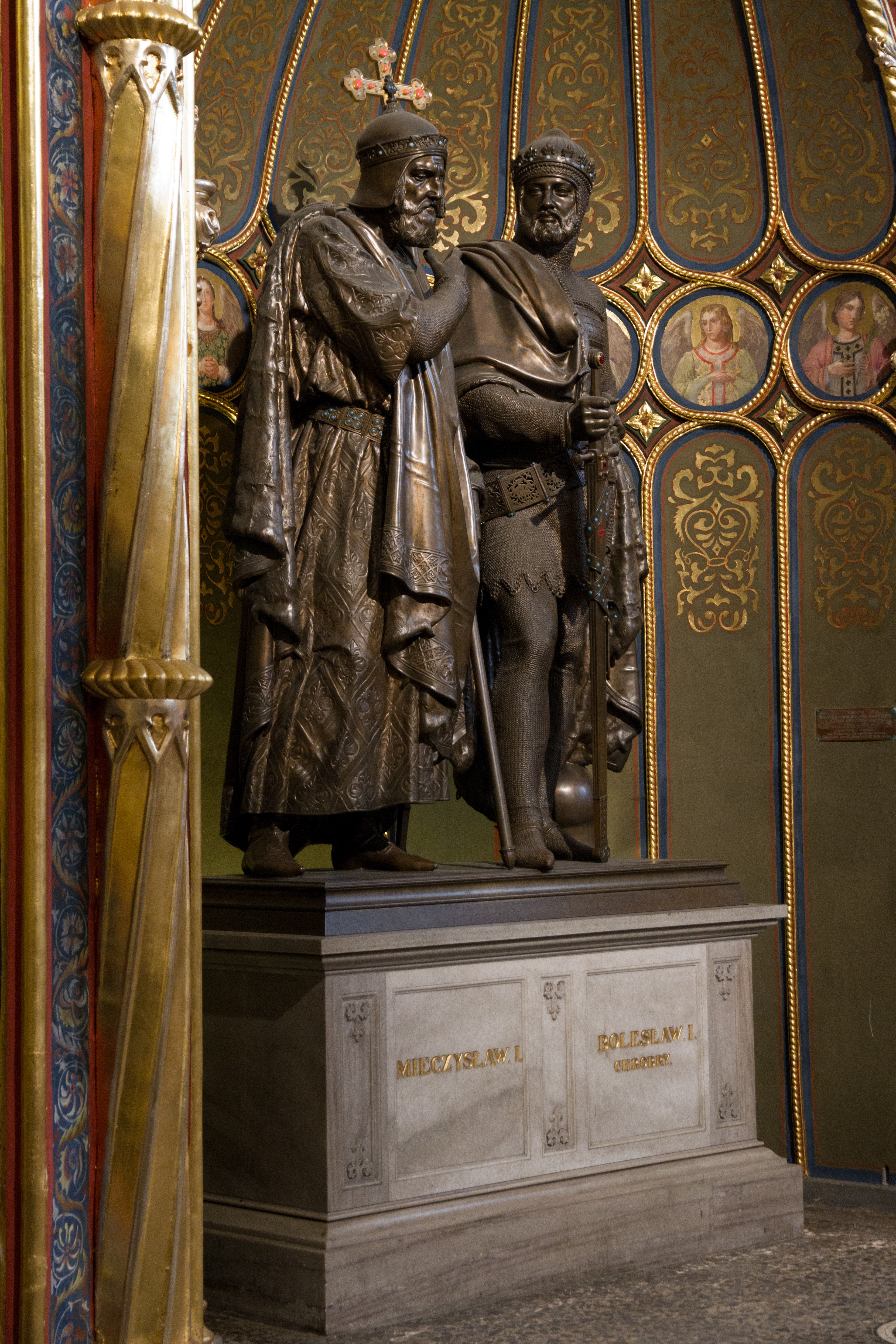
Grabdenkmal für Mieszko I. und Bolesław Chrobry

Im Jahr 1622 zerstörte ein Brand das Kirchendach und die Turmhelme. Die daraufhin notwendig gewordene umfassende Renovierung in den Jahren 1638 bis 1650 entsprach dem Barockstil. Im 18. Jahrhundert setzten dem Wahrzeichen Posens Sturmschäden zu, und ein weiterer Kirchenbrand verheerte 1772 den Innenraum der Kathedrale. Daraufhin erfolgten umfassende Umgestaltungen, die dem Gebäude ein klassizistisches Aussehen gaben. Die neue klassizistische Fassade Bonaventura Solaris mit Portikus dominierte das äußere Bild des Doms bis zum Zweiten Weltkrieg.
In den Jahren 1835 bis 1841 – Posen stand inzwischen unter preußischer Herrschaft – erfolgte der Bau der Goldenen Kapelle (Grundriss Nr. 6) unter Verwendung von älteren Mauern nach einem Entwurf von Francesco Maria Lanci im Stil des byzantinisierenden Historismus. Die Herrscher Mieszko I. und Bolesław Chrobry wurden hierhin umgebettet. Das Mausoleum der bedeutendsten frühen Herrscher Polens schmücken seitdem Bronzestatuen des deutschen Bildhauers Christian Daniel Rauch.

### 20. Jahrhundert bis heute
In der Schlussphase des Zweiten Weltkrieges wurde der Posener Dom während der Schlacht um Posen schwer beschädigt. Der schwere Brand vom 15. Februar 1945 richtete starke Schäden an, doch letztlich blieben die um den Chor angeordneten Kapellen sowie die Schiffe der Basilika erhalten. Da das Feuer ältere mittelalterliche Schichten des Gebäudes freigelegt hatte, entschieden sich die Restauratoren für eine weitgehende Freilegung derselben und eine Rekonstruktion des Äußeren und Inneren des Domes im Stil der Backsteingotik. Die Neueröffnung erfolgte mehr als elf Jahre nach Kriegsende am 29. Juni 1956.

## Das heutige Bild der Kirche

Geosteter Grundriss des Domes

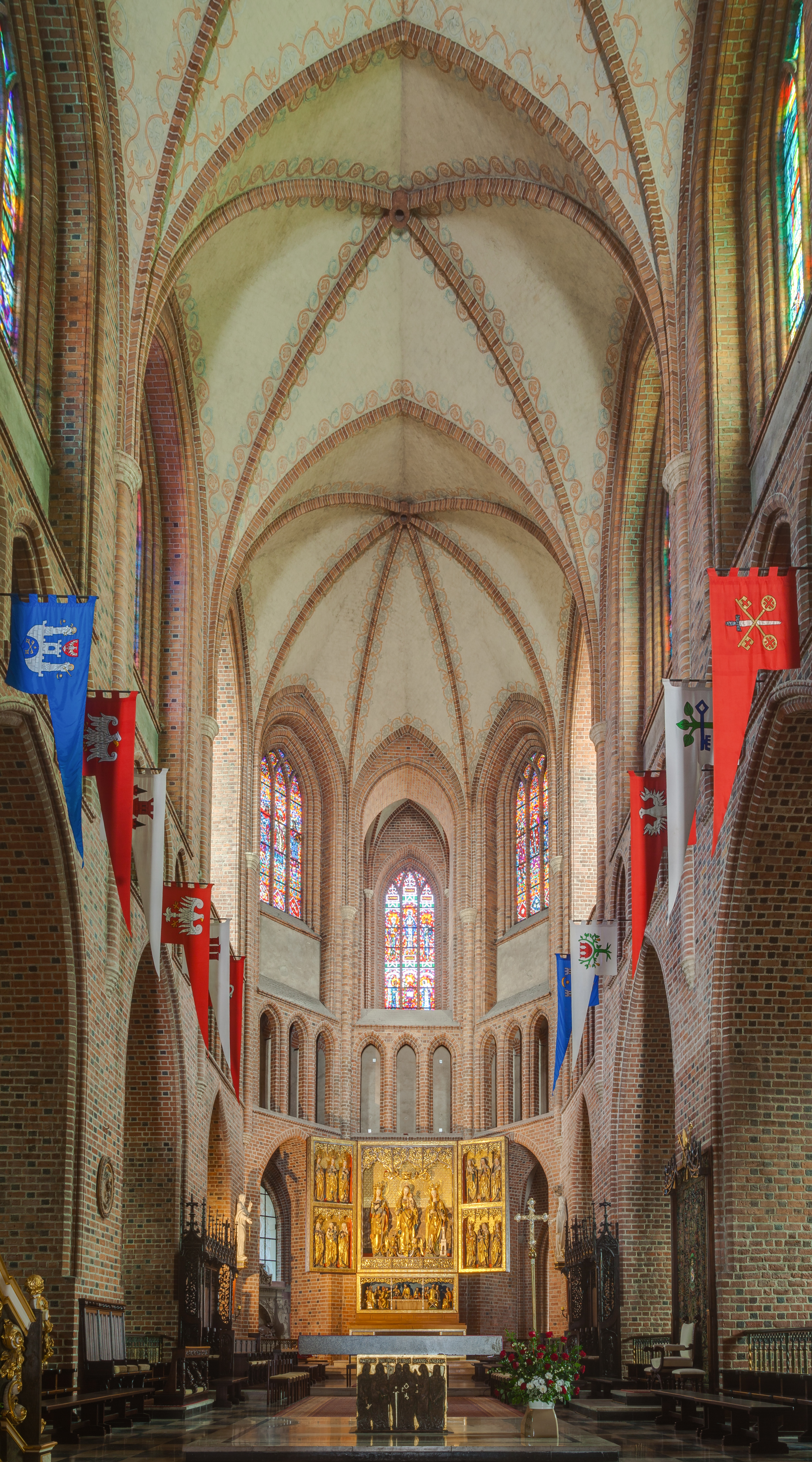
Das Innere des Doms

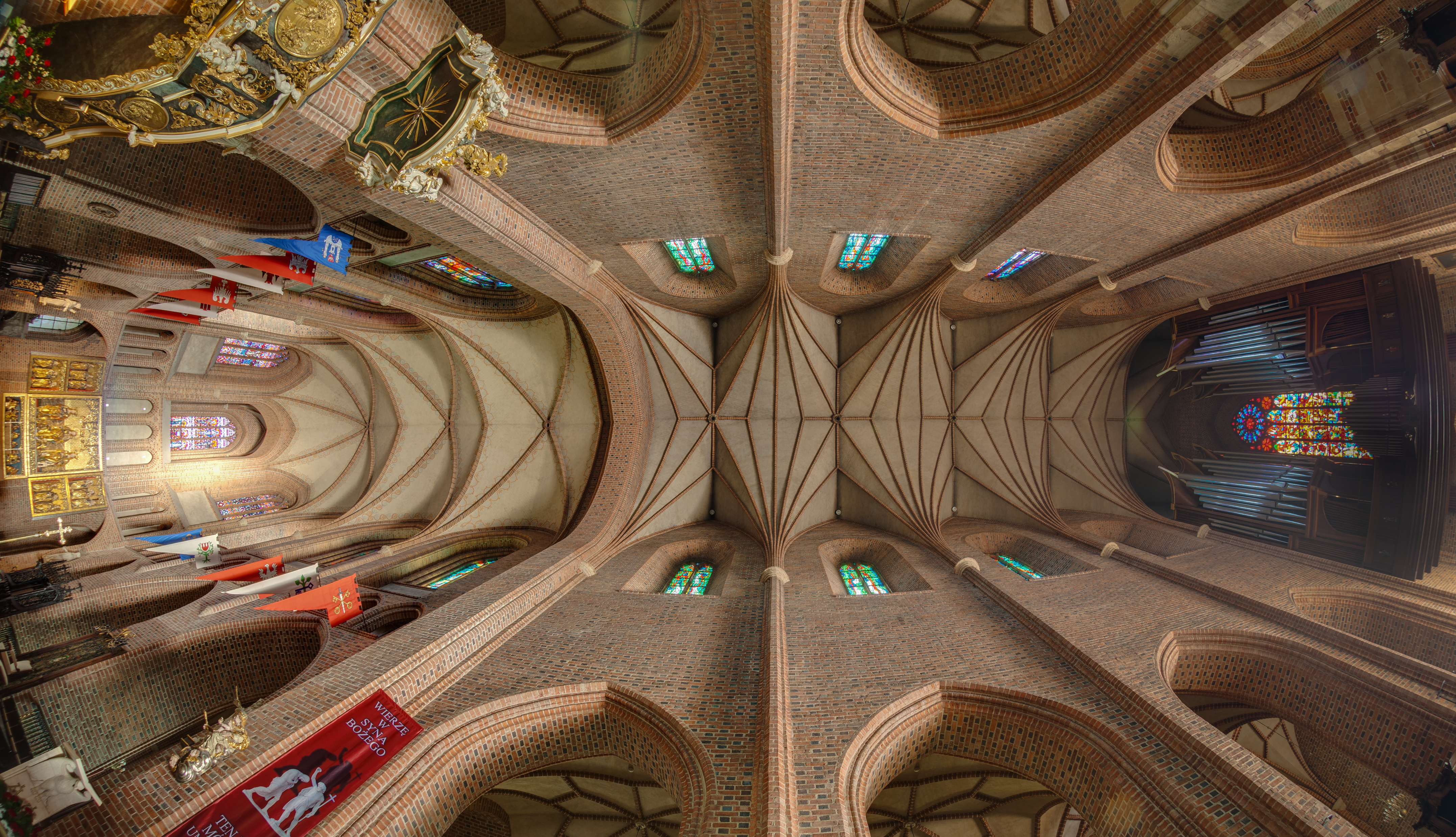
Decke vom Dom

Die Domkirche ist eine dreischiffige Basilika. An die Seitenschiffe und den Chorumgang schließen zwölf Kapellen und zwei Sakristeien an. Die Ausmaße der Kirche betragen in der Länge 81 Meter, sie ist 43,5 Meter breit. Die Kirchtürme ragen 62 Meter auf. Das gotische Fenster über dem Portal ziert eine Rosette und wurde nach teilweiser Freilegung bei den Wiederaufbauarbeiten, ebenso wie der Staffelgiebel, in gotischen Formen rekonstruiert. Den Eindruck der Frontansicht prägen zudem die 1952 rekonstruierten barocken Turmhelme von 1772. Die Gestalt der Choranlage ist ungewöhnlich. Ein aus der französischen Kathedralgotik übernommener Chorumgang wird durch drei Türmchen (Grundriss Nr. 16) überhöht, deren Laternen Licht in den Umgang lassen. Auch das  Triforium des Chorpolygons ist ein in Osteuropa seltenes Motiv.
Im Presbyterium ist ein rekonstruiertes Kreuzrippen- und in den Kirchenschiffen sind Sterngewölbe vorzufinden.

## Ausstattung
Im Zuge des regotisierenden Wiederaufbaus nach dem Zweiten Weltkrieg fanden zahlreiche historische Kunstdenkmäler aus anderen Orten Platz in der Kathedrale. So ist das Retabel des Hauptaltars (Grundriss Nr. 17), ein spätgotisches Triptychon aus der Guhrauer Stadtpfarrkirche, das bedeutendste Ausstattungsstück der Kathedrale. Er wurde im Jahre 1512 wohl in einer Breslauer Werkstatt geschaffen. Im mittleren Segment des Flügelaltars befinden sich drei Frauengestalten, Maria mit dem Jesuskind sowie die Heiligen Barbara und Katharina. Bemerkenswert sind ferner u. a. das spätgotische Gestühl vom Anfang des 16. Jahrhunderts, das aus Görlitz (ehem. Chorgestühl der Dreifaltigkeitskirche) stammt, sowie die barocke Kanzel und der Taufstein von 1720 aus der evangelischen Gnadenkirche in Militsch. Zur Originalausstattung der Kirche gehören dagegen fünf Epitaphe aus der Vischer-Werkstatt sowie die reichhaltig ausgestalteten Kapellen. In der Goldenen Kapelle (Grundriss Nr. 6) befindet sich das Mausoleum von Mieszko I. und Bolesław Chrobry. Als weiteres Beispiel sei das Grabmal der Familie Górki in der Heilig-Kreuz-Kapelle (Grundriss Nr. 5) genannt. Es wurde 1574 von Hieronim Canavesi gestaltet und ist als eines der wichtigsten Kunstwerke der polnischen Renaissance-Bildhauerei anzusehen.

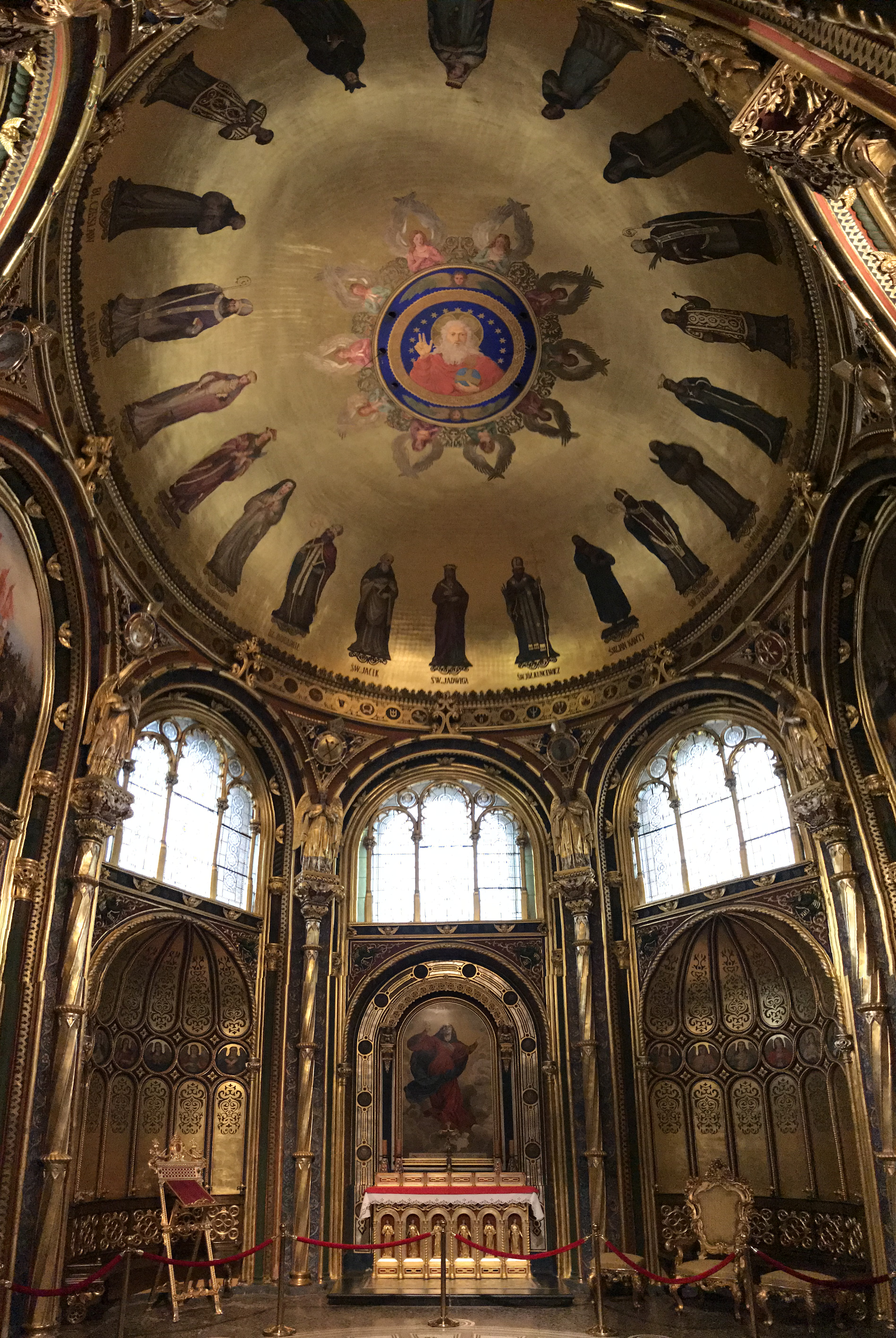
Goldene Kapelle

Der Bedeutung des Posener Doms für die polnische Geschichte entsprechend wurden auch in jüngerer Zeit noch Veränderungen vorgenommen. So wurde in der Kapelle des heiligen Bischofs Stanislaus im Jahr 1995, anlässlich des 700. Jahrestages der Krönung von König Przemysl II., eine von Marian Konieczny entworfene Bronzegrabplatte hinzugefügt.
Relikte der vorromanischen Kirche sind in der Krypta zu besichtigen. Neben dem früheren Grabmal von Mieszko I. und Bolesław Chrobry ist ein Sandstein-Taufbecken mit fünf Metern Durchmesser erhalten. Für die Behauptung, es handele sich um einen Überrest des zur Zeit Mieszkos – also vor dem Bau der ersten Kathedrale – errichteten Baptisteriums, dass also der Fürst der Polanen 966 hier auf der Dominsel die Taufe empfing, gibt es keine belastbaren Anhaltspunkte. In der Krypta sind weitere Mauerreste der mittelalterlichen Dombauten zu erkennen.

## Orgel

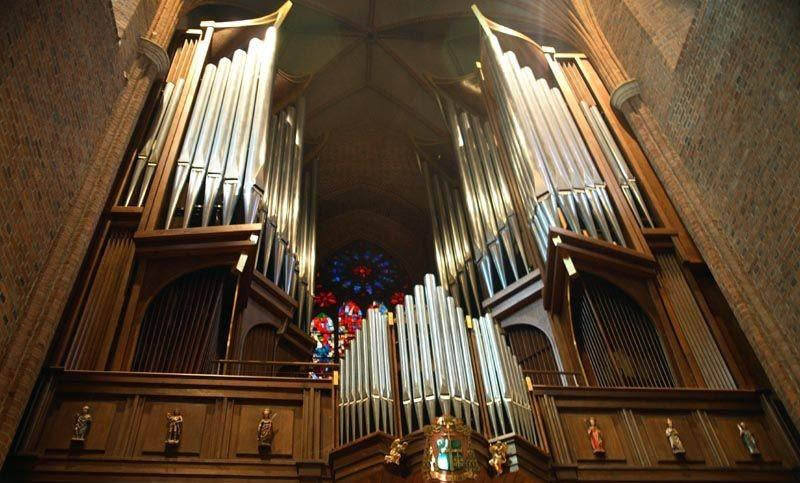
Blick auf die Orgel

Die Orgel wurde im Jahr 2001 von Jan Drozdowicz gebaut. Sie verfügt über 51 Register auf drei Manualwerken und Pedal. Die Spieltrakturen sind mechanisch, die Registertrakturen sind elektrisch.
| I Hauptwerk C–g3 |       |
| Prinzipal        | 16′   |
| Prinzipal        | 8′    |
| Gambe            | 8′    |
| Konzertflöte     | 8′    |
| Gedackt          | 8′    |
| Oktave           | 4′    |
| Rohrflöte        | 4′    |
| Quinte           | 2 ⁄3′ |
| Superoktave      | 2′    |
| Kornett V        |       |
| Mixtur V–VI      |       |
| Trompete         | 16′   |
| Trompete         | 8′    |
| Trompete         | 4′    |

| II Positiv C–g3 |        |
| Gedackt         | 16′    |
| Flotenprinzipal | 8′     |
| Gemshorn        | 8′     |
| Quintadena      | 8′     |
| Portunal        | 8′     |
| Praestant       | 4′     |
| Flauto dolce    | 4′     |
| Nasard          | 2 ⁄3′  |
| Feldflöte       | 2′     |
| Terz            | 1 3⁄5′ |
| Sifflöte        | 1′     |
| Scharff III     |        |
| Dulcian         | 16′    |
| Clarinett       | 8′     |
| Tremulant       |        |

| III Schwellwerk C–g3  |     |
| Bordun                | 16′ |
| Italienisch Prinzipal | 8′  |
| Salicional            | 8′  |
| Vox coelestis         | 8′  |
| Flauto dolce          | 8′  |
| Prinzipal             | 4′  |
| Traversflöte          | 4′  |
| Gamshorn              | 2′  |
| Progressio III        |     |
| Oboe                  | 8′  |
| Trompette harmonique  | 8′  |
| Röhrenglocken         |     |

| Pedalwerk C–f1 |     |
| Untersatz      | 32′ |
| Prinzipal      | 16′ |
| Violon         | 16′ |
| Subbass        | 16′ |
| Octavbass      | 8′  |
| Gemsbass       | 8′  |
| Choralbass     | 4′  |
| Nachthorn      | 2′  |
| Mixtur IV      |     |
| Bombarde       | 32′ |
| Posaune        | 16′ |
| Trompete       | 8′  |

- Koppeln: I/I (Superoktavkoppel), II/I (auch als Sub- und Superoktavkoppel), III/I (auch als Superoktavkoppel), III/II, III/III (Superoktavkoppel); I/P, II/P, III/P, P/P (Superoktavkoppel)